# Texas Is the Reason
Texas Is the Reason war eine Post-Hardcore-Band aus New York. Die 1994 gegründete Gruppe löste sich 1997 auf. 2012 bis 2013 war sie wieder aktiv.

## Bandgeschichte
Texas Is the Reason wurde 1994 von Gitarrist Norman Brannon (a.k.a. Norm Arenas, zuvor bei Shelter), Chris Daly (Schlagzeug, zuvor bei 108), Scott Winegard (Bass) und Garrett Klahn (Gesang und Gitarre) gegründet. Der Name der Band geht auf eine Textzeile der Misfits aus dem Song Bullet zurück („Texas is the reason that the president's dead“).
Ihr einziges reguläres Album, Do You Know Who You Are?, wurde von J. Robbins von der Band Jawbox produziert und 1996 von Revelation Records veröffentlicht. Kurz darauf erschien auch eine Split-EP mit der Band Samiam bei Jade Tree Records. Im darauffolgenden Jahr wurde Texas Is the Reason auf Grund von Streitigkeiten aufgelöst. 1999 veröffentlichte Your Choice Records ein drei Jahre zuvor aufgenommenes Split-Live-Album mit Samiam.
Norm Arenas und Scott Winegard spielten anschließend in Jonah Matrangas Projekt New End Original, das 2001 das Album Thriller veröffentlichte. Chris Daly gründete mit Blake Schwarzenbach von Jawbreaker die Gruppe Jets to Brazil, die von 1997 bis 2003 aktiv war.
Späte Berühmtheit wurde Texas Is the Reason zuteil, als DaimlerChrysler 2002 den Song There's no way I can talk myself out of this one tonight für einen Werbespot benutzte.
2006 wurde die Band für zwei ausverkaufte Abschiedskonzerte am 25. und 26. November im Irving Plaza in New York City wiedervereinigt. Als offiziellen Grund gab die Band an, bei ihrer Trennung nie ein offizielles Abschiedskonzert vor allen Freunden in ihrer Heimatstadt gehabt zu haben. 
Zwischen 2012 und 2013 war die Band wieder aktiv. Nach einer Europatour wurde die Reunion am 5. August 2013 in London beendet.

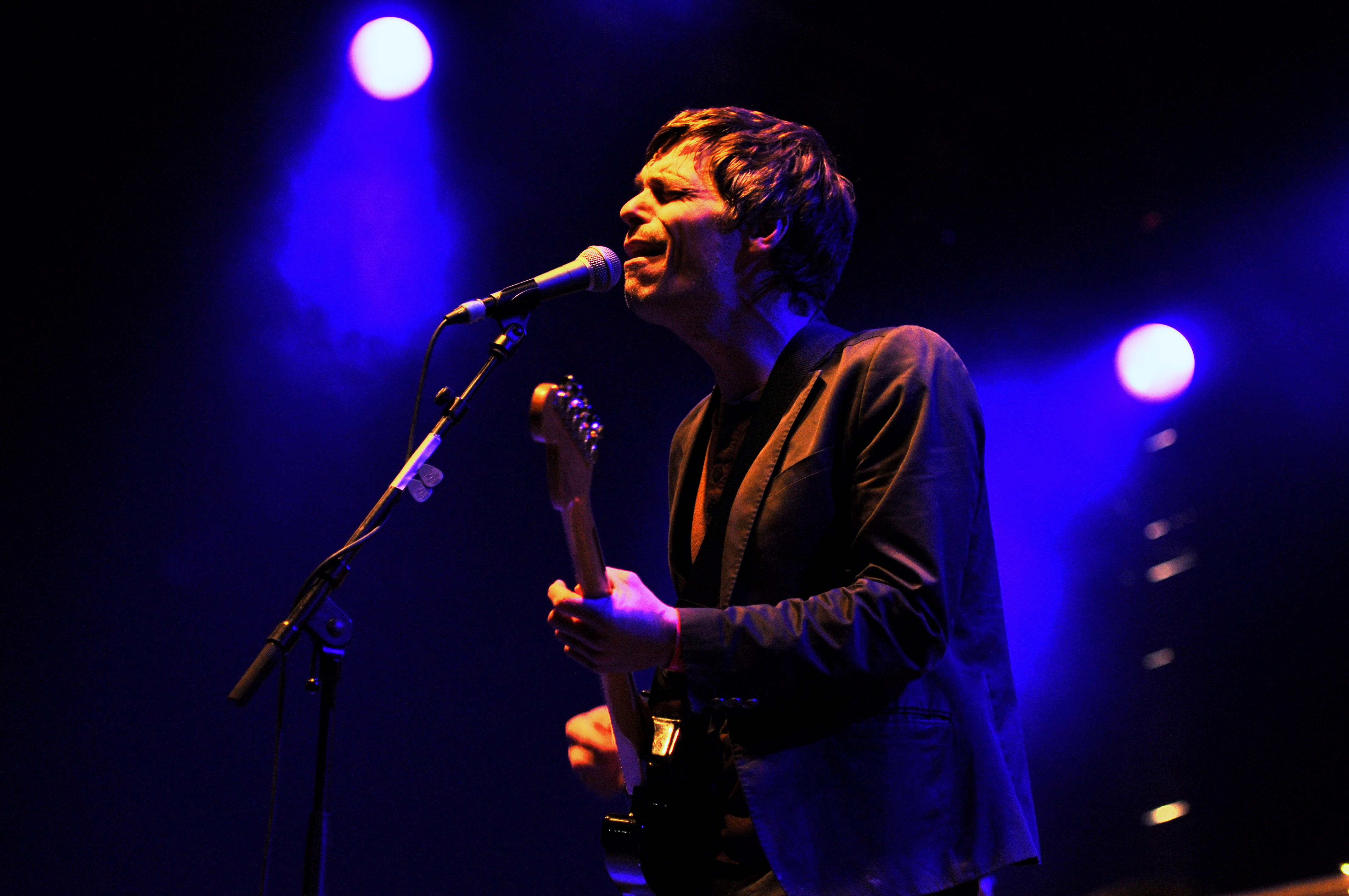
Garrett Klahn, 2013
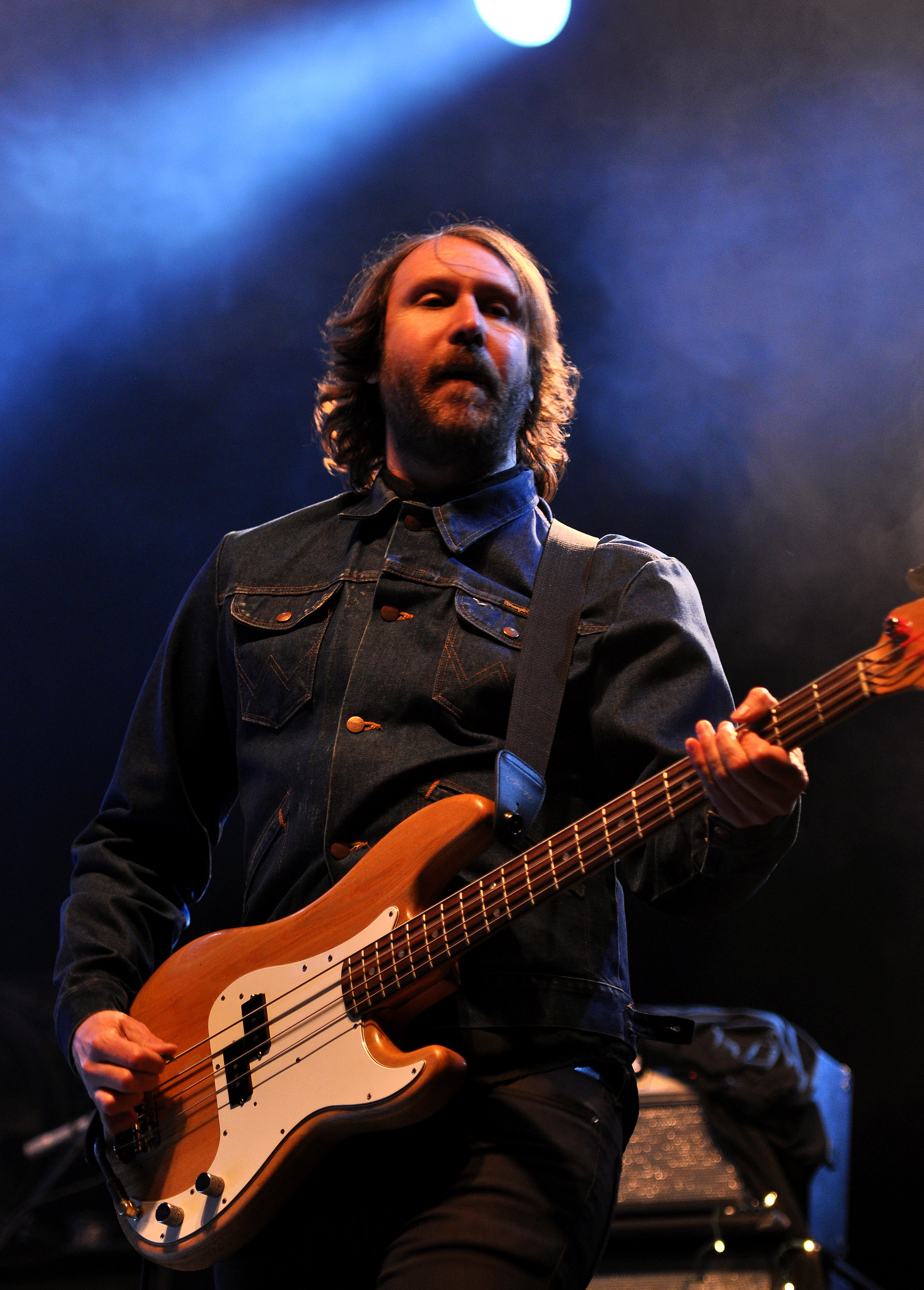
Scott Winegard, 2013
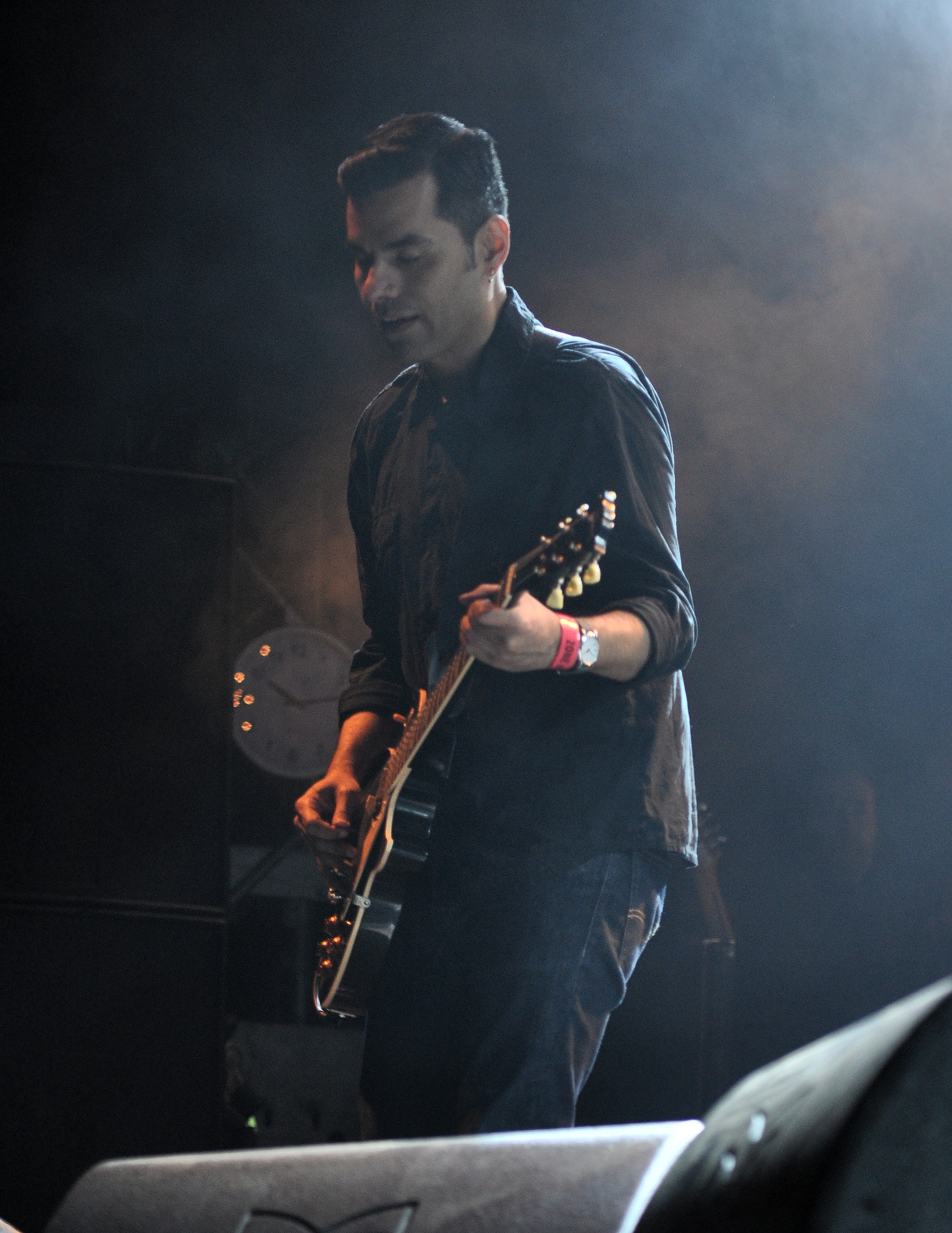
Norm Arenas, 2013

## Diskografie

### Album
- Do You Know Who You Are? (1996, Revelation Records)

### EP
- Texas Is the Reason (1995, Revelation Records)

### Splits
- Your Choice Live Series 037 split CD mit Samiam (1996, Your Choice Records)
- Blue Boy/E. Texas Ave. split 7" mit The Promise Ring (1996, Jade Tree)
- Something to Forget (I)/The Leaving Kind split 7" mit Samuel (1995, Simba Recordings)